# Estéreo paramétrico
El estéreo paramétrico (inglés: Parametric Stereo, PS) es una técnica de compresión de audio con pérdida (lossy) incluida dentro de la especificación MPEG-4 Parte 3 para incrementar aún más la calidad de una señal de audio comprimido, especialmente las codificadas a tasas muy bajas (entre los 16 y 56 kbps, pero sobre todo las menores a 48 kbps).

## Generalidades
El estéreo paramétrico (EP) se encuentra incluido dentro de la versión v2 del estándar HE-AAC (que se agrega a la técnica SBR ya incluida en el perfil v1 de mismo, el cual por su parte está basado en el formato AAC original). De manera que un decodificador exclusivamente de HE-AAC v1 solo reproducirá sonido monoaural (mono), debido a que no podrá decodificar la pequeña información adicional correspondiente al EP. Respecto de su almacenamiento en los archivos de audio, la técnica del EP es en cierta forma similar a lo realizado por la técnica SBR (también presente en los archivos HE-AAC v2 o eAAC+)
Un archivo o flujo (stream) AAC HE v2 contiene un único canal de audio (es decir, una señal mono), junto a una pequeña información lateral adicional (del orden de los 2-3 kbps), necesaria para la eventual reconstrucción de la señal estéreo original en tiempo de ejecución. Al agregar la información PS junto al contenido de audio monoaural, el decodificador puede regenerar en tiempo real de reproducción una aproximación espacial bastante creíble del sonido estéreo original, a tasas de codificación excepcionalmente bajas. Mediante esta técnica de compresión, una señal de audio de baja tasa de bits codificada con estéreo paramétrico tendrá una calidad de sonido mejor que un archivo AAC convencional de ese mismo bitrate (y sustancialmente mejor que un fichero MP3 de igual tamaño).

## Ventajas
No obstante, esta técnica de codificación de audio solo es particularmente útil en el caso de las frecuencias más bajas, de 16, 24, 32 o 40 kbps (compárese con un MP3 estándar bastante más grande de calidad media y 128 kbps). En particular, a solo 24 kbps ofrece una calidad similar a la de una estación de radio FM, por lo que es ideal para realizar streaming de audio utilizando mucho menos ancho de banda que mediante archivos MP3 o similares.

## Limitaciones
Pero mientras puede mejorar notablemente la calidad de audio percibida en esas tasas de bits tan bajas, en general se considera que mediante esta técnica no puede alcanzarse la transparencia de una señal de audio (es decir, su virtual asimilación -por parte de un oyente entrenado- a la señal de audio no comprimida original), ya que simular la dinámica de un sonido auténticamente estéreo tiene sus propias limitaciones y en general deteriora la calidad del sonido original, más allá de la tasa de bits (de hecho, a un bitrate de 64 kbps o más, esta técnica se vuelve muy poco útil, tanto que los códecs de audio aacPlus v2 solo permiten codificar con EP hasta los 56 kbps).